# Criophthona anerasmia
Criophthona anerasmia är en fjärilsart som beskrevs av Turner 1913. Criophthona anerasmia ingår i släktet Criophthona och familjen Crambidae. Inga underarter finns listade i Catalogue of Life.